# スケート

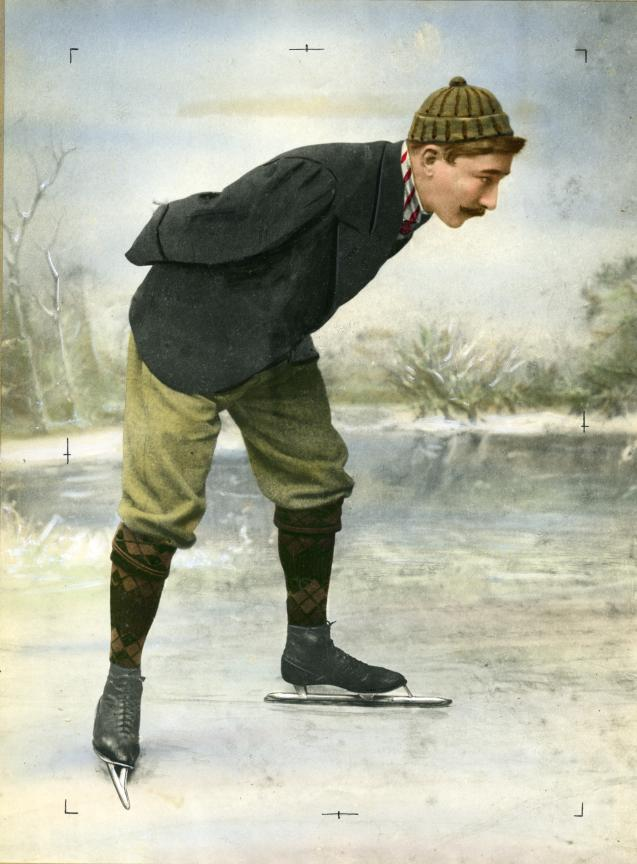
アイススケート

アイススケート（英: ice skating、単にスケートとも) は、氷を張った面（スケートリンク）の上を、刃のついた靴（スケート靴、英: ice skate）で刃の先を氷に当てて滑るスポーツ。スキーと並ぶ代表的なウィンタースポーツである。
スケート靴の摩擦抵抗の低さと、体中心から外側に向けて蹴りだす力により、平地で使用する体力が少なくとも高速で滑走する事が出来る。超高速度滑走やスピンやジャンプなど競技類はそれなりの筋力を使用する。

## スケートの起源

### 日本への伝来
日本において、最初にスケートをして見せたのは、江戸時代に根室に来航したロシア帝国のアダム・ラクスマンまたは同船したクルーである。1792年から翌年にかけて同地で越冬しているうちに氷結した海面を、鉄刃をつけた靴を履いて滑る様子が絵と文で『魯西亜』（刈谷市図書館所蔵）に記録されている。両脚だけでなく片脚でも氷上を速く移動したり回ったりできることを書き留めている。東京でスケートが実演されたのは、1872年2月、増上寺裏手の弁天池が最初らしく、虎ノ門の大和屋敷（現ホテルオークラの場所）に住む工部省測量司雇い外国人技師たちがこでスケートを楽しみ、大勢の日本人の目をさらったとある。日本人に正式にスケートを教えたのは、1877年（明治10年）に札幌農学校へ着任したアメリカ人教師ブルックスとされている。

## 滑る原理
氷上で滑る原理にはいくつかの説があるが、解明されていない。
圧力融解説スケートの刃先と氷との接触面積が大変小さいために体重が集中して、高い圧力がかかって氷が融ける。1886年にジョン・ジョリーが発表した。スケート靴の刃で氷の上に立つと、体重によって刃先に強い圧力が掛かる。圧力が高いと氷の融点（＝水の凝固点）が下がるため、刃先部分の氷がわずかに融け、刃先と氷の間に薄い水の層が発生する。これにより刃先と氷の間の摩擦力が極端に下がり、非常に滑りやすい状態となる。今日でもこの解説を用いられることがあるものの、Bowden、Hugbesの実験により人の体重程度では氷が融けるには不十分であると否定されている。
摩擦融解説スケート靴を履いて氷の表面を滑ると、刃と氷との間に摩擦熱が発生し、その熱は接触面の氷をわずかに融かし、これが潤滑の役割を果たす。1939年にフランク・フィリップ・バウデンらが発表した。

## 用具
主な用具は靴底に専用のブレードが付いたスケート靴で、スピードを競う競技ではヘルメットやネックガードを、アイスホッケーでは全身に防具を付ける。

## スケートリンク

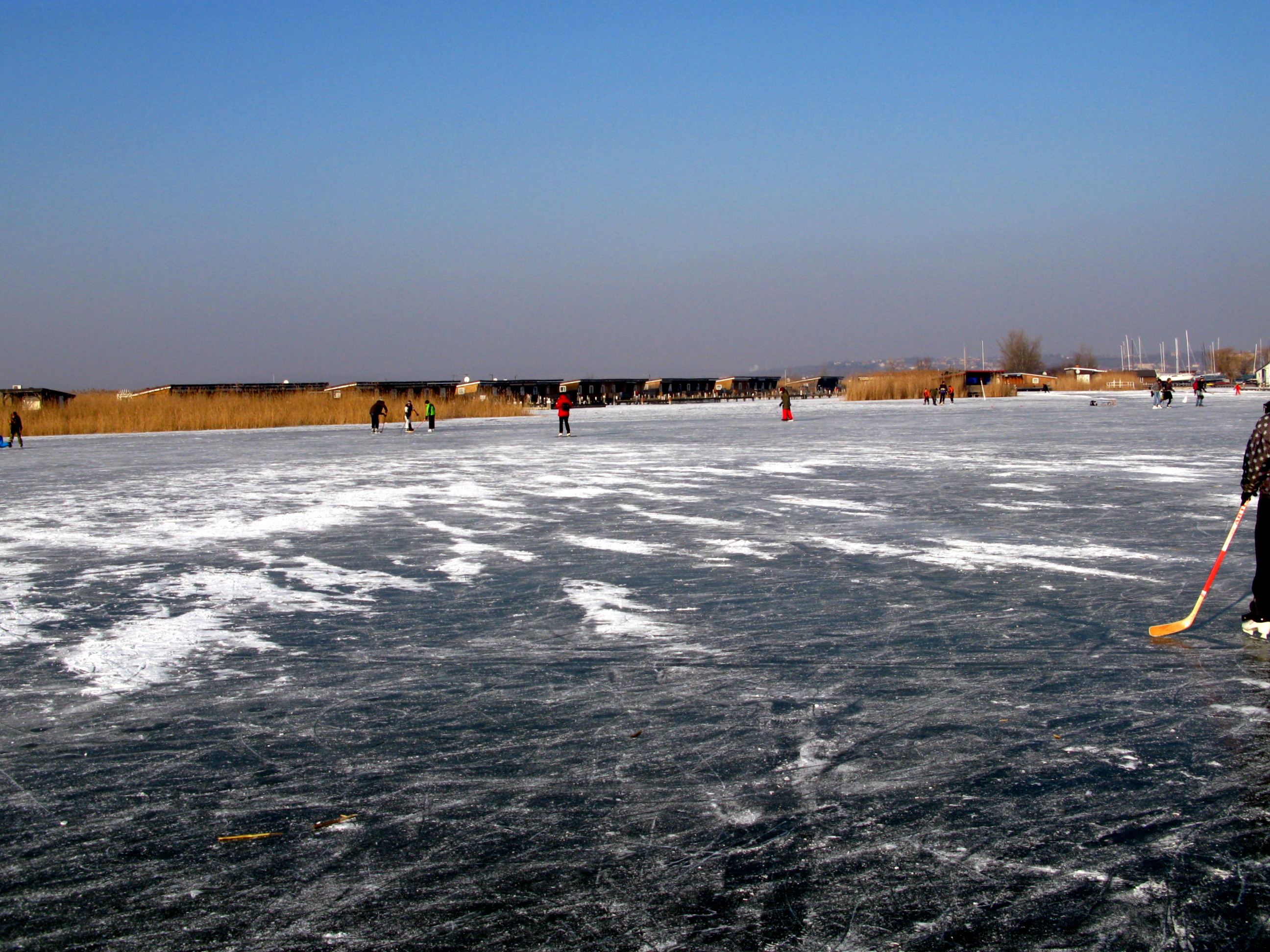
凍ったノイジードル湖の湖上でのスケート
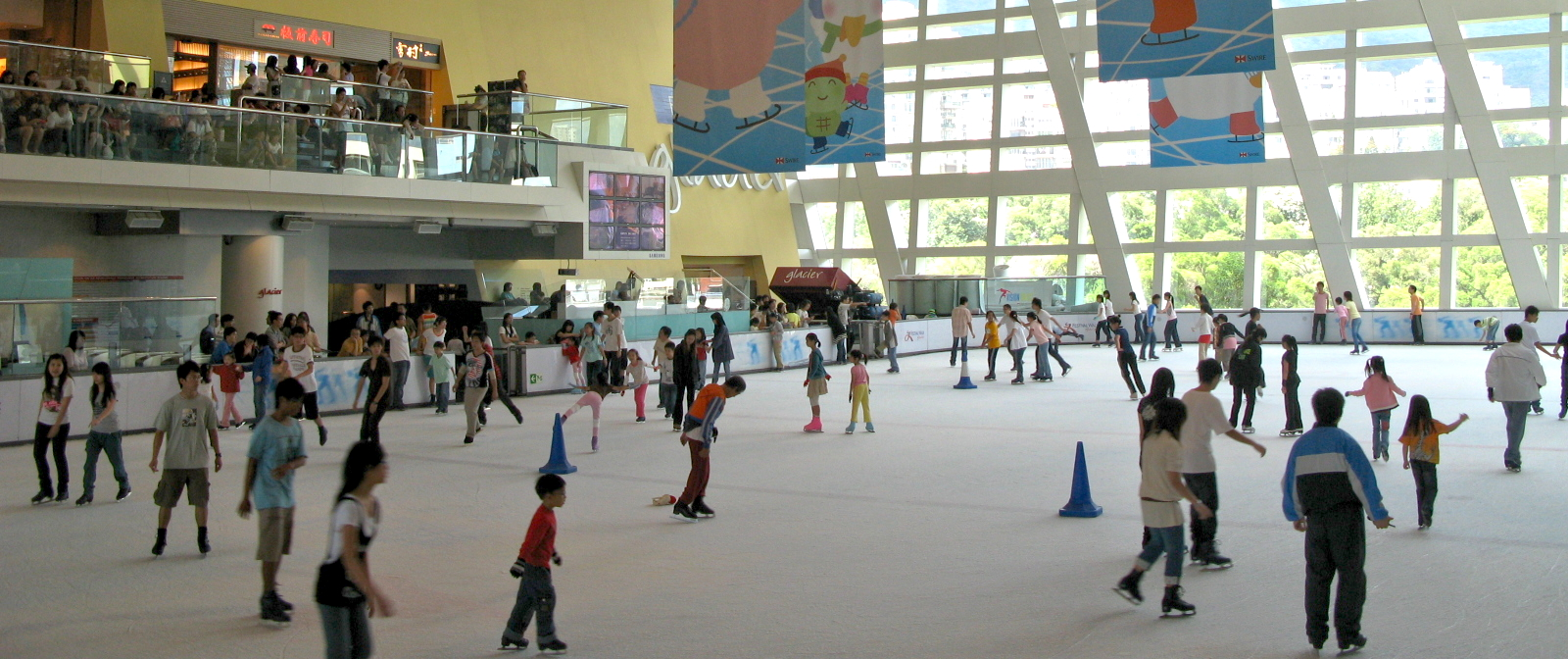
屋内リンク （香港のフェスティバル・ウォーク）
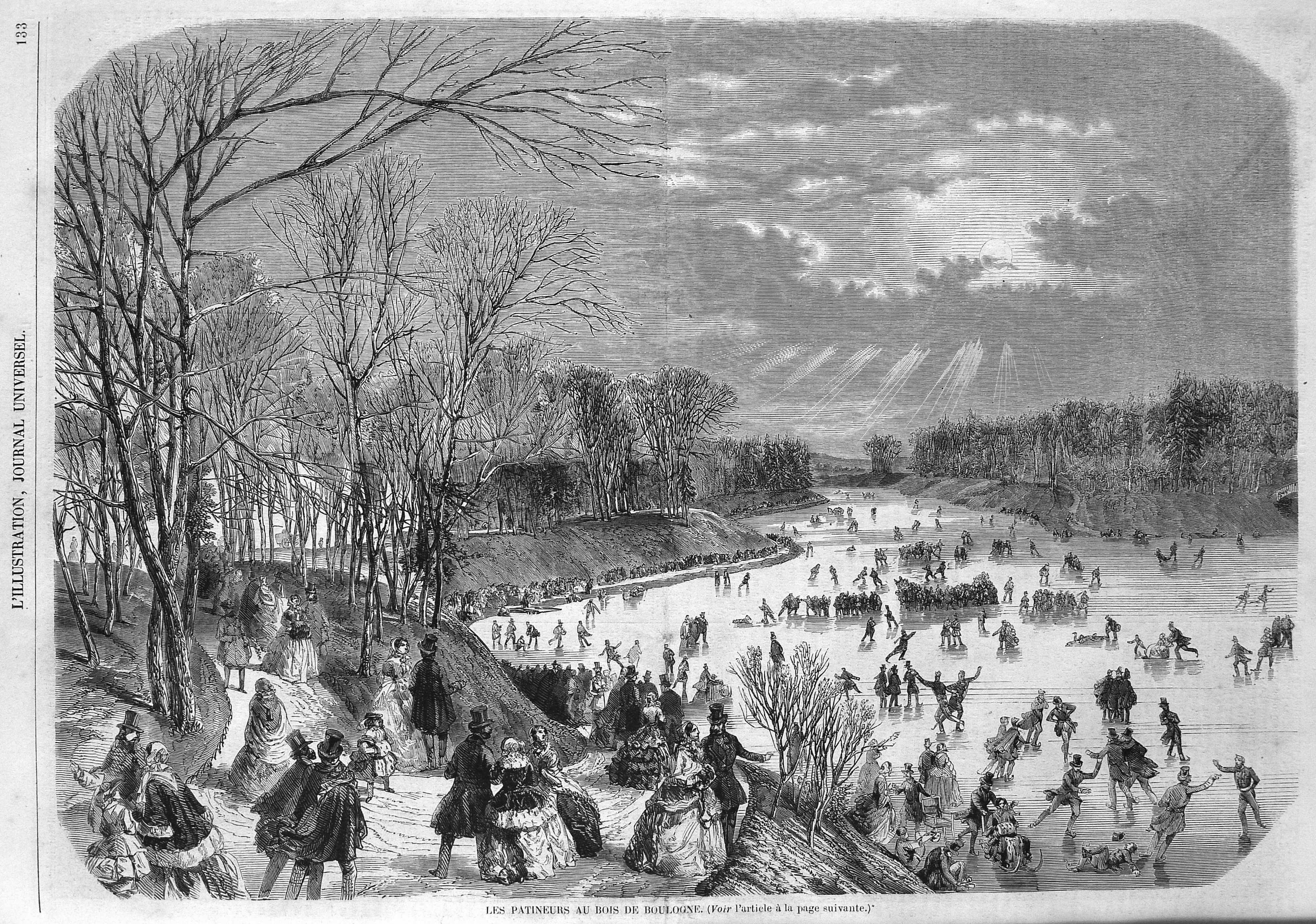
ブローニュの森でスケートをする人々（1858年）

| - 凍ったノイジードル湖の湖上でのスケート - 屋内リンク （香港のフェスティバル・ウォーク） - ブローニュの森でスケートをする人々（1858年） |

## 競技スケート
スピードスケート
スケートリンクを陸上競技のグランドのようにし、そこを周回する速さを競う。通常は一周400ｍのダブルトラックを交差区域で内外レーンを交換して滑走する。個人競技の他、複数名で行うリレーやパシュートなどがある。
ツアースケート,ノルディックスケート
凍っている湖に行って、スノープラウが準備した道を通るか自由に行く。リュックサックで弁当を持参し、安全のためにパイクやisdubbar（糸で繋がる両方手で持つ小さい二つのパイクというスウェーデンの発明品）を持っていく。
フィギュアスケート
音楽に合わせて前後左右に自在に進む方向を操りながらリンクの表面に図形を描くかのように滑走することを基本として、さらにジャンプやスピンの美しさを競う。
アイスホッケー,バンディ
サッカーのようにパックと呼ばれる円盤状の球を相手チームのゴールに入れて得点を競う。バンディではプラスチックのボールを使用する。
エクストリーム・スポーツ
その他にはスノーボードクロスのスケート版といえるアイスクロスなども存在する。

## スケートのショー
スケートリンクの上で出演者がスケート技術を披露して行われるショーは、アイスショーという。

## スケートを題材にした作品

### 音楽
- ワルツ『スケートをする人々』（仏：エミール・ワルトトイフェル、作品183）
- ポルカ・シュネル『スケート』（墺：ヨーゼフ・シュトラウス、作品261）
- 『ペストとオーフェンのアイス・スケートのギャロップ』（墺：エドゥアルト・シュトラウス1世、作品96）

### 絵画
- 『鳥罠のある冬景色』（蘭：ピーテル・ブリューゲル、1565年）
- 『スケーターのいる冬景色』（蘭：ヘンドリック・アーフェルカンプ、1608年頃）
- 『スケートをする牧師』（英：ヘンリー・レイバーン、1790年代制作）

### 映画
- アイス・プリンセス（米）
- 俺たちフィギュアスケーター（米）
- COACH コーチ 40歳のフィギュアスケーター（日）
- 指輪をはめたい（日）

- スラップ・ショット（米）
- スラップ・ショット2（英語版）（米）
- スラップ・ショット3（英語版）（米）
- ミラクル（米）
- 俺たち喧嘩スケーター（米）
- スマイル 聖夜の奇跡（日）